# Bulbophyllum neopommeranicum
Bulbophyllum neopommeranicum é uma espécie de orquídea (família Orchidaceae) pertencente ao gênero Bulbophyllum. Foi descrita por Schltr., em 1905.